# Грессак
Гресса́к (фр. и окс. Graissac) — коммуна во Франции, находится в регионе Окситания. Департамент — Аверон. Входит в состав кантона Сент-Женевьев-сюр-Аржанс. Округ коммуны — Родез.
Код INSEE коммуны — 12112.
Коммуна расположена приблизительно в 460 км к югу от Парижа, в 170 км северо-восточнее Тулузы, в 50 км к северу от Родеза.

## Население
Население коммуны на 2008 год составляло 213 человек.
| 1962 | 1968 | 1975 | 1982 | 1990 | 1999 | 2008 |
| ---- | ---- | ---- | ---- | ---- | ---- | ---- |
| 411  | 334  | 305  | 291  | 206  | 236  | 213  |

## Экономика

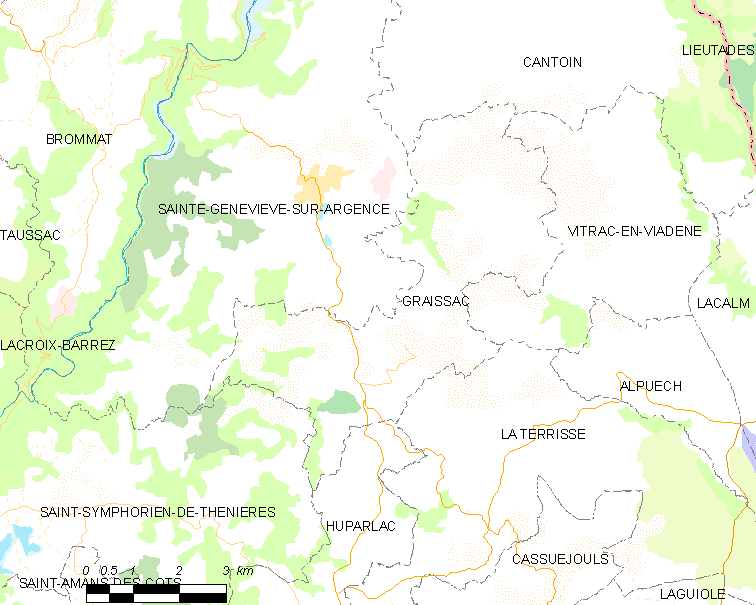
Карта коммуны

В 2007 году среди 114 человек в трудоспособном возрасте (15—64 лет) 83 были экономически активными, 31 — неактивными (показатель активности — 72,8 %, в 1999 году было 58,2 %). Из 83 активных работали 80 человек (49 мужчин и 31 женщина), безработных было 3 (2 мужчин и 1 женщина). Среди 31 неактивных 6 человек были учениками или студентами, 18 — пенсионерами, 7 были неактивными по другим причинам.